# Hôtel de ville de Laon
L'hôtel de ville de Laon est situé dans la ville haute de Laon, dans le département de l'Aisne. Il abrite les services administratifs et politiques de la ville.

## Historique
Sous l'Ancien Régime, la ville de Laon disposait d'un hôtel de ville. Sous la Révolution française, en 1794, le conseil municipal siégea dans l'ancien palais royal. Cependant, après la révolution des Trois Glorieuses de juillet 1830, les édiles décidèrent de construire un nouvel hôtel de ville et d'aménager la place. Après de long débats, de 1831 à 1834 cinq projets furent proposés. 

En application de la Loi d'alignement du 16 septembre 1807, il fut décidé de raser la tour de Louis d'Outremer, la vue ci-jointe montrant l'ancienne place du bourg avec la chapelle de la Trinité, l'église Saint-Michel et la tour de Louis d'Outremer. Victor Hugo en fait le sujet d'un article violemment critique intitulé « Guerre aux démolisseurs » dans La Revue des Deux mondes.

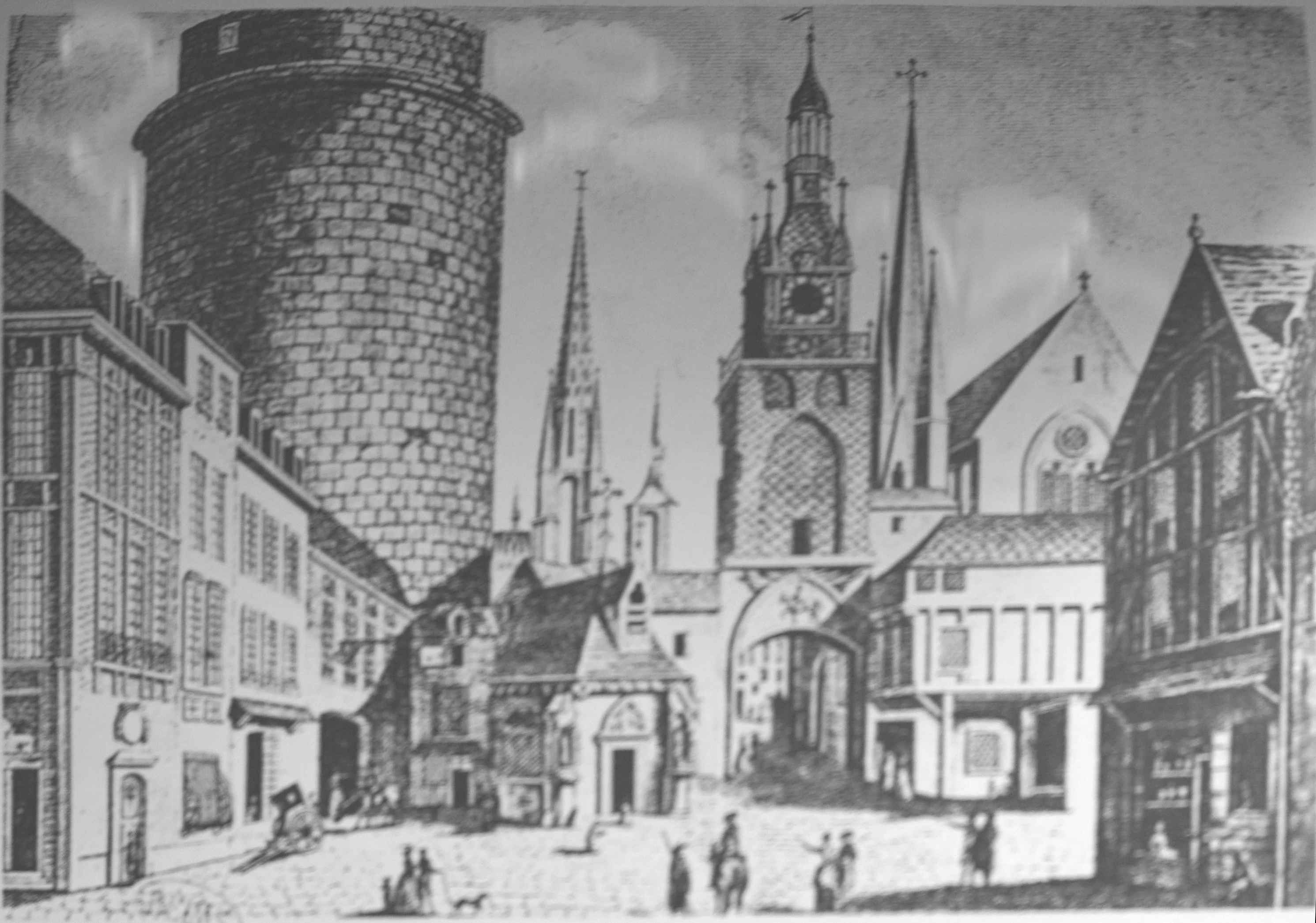
La place du bourg.

Le premier projet de Gosset ne fut pas retenu, ni le second de Cambacérès, le troisième fut taxé de mauvais projet, le quatrième de Pollet avait la préférence de la ville, mais il n'eut pas les faveurs de Paris et finit par être retiré et un dédommagement de 2 000F octroyé à l'architecte. Le cinquième projet était celui de Jean Charles Brignol qui finit, après de longues discussions, par être accepté par le conseil municipal le 10 mai 1836  pour un coût de 119 452 F. Les clefs furent remises au maire en décembre 1838. Cependant, le bâtiment présentait des malfaçons et dut être repris en 1846 par l'architecte Henri Roze.

## Présentation

### Extérieur
L'hôtel de ville de Laon est un bâtiment parallélépipédique de style néo-classique construit en pierre. Il s'élève sur deux niveaux. On pénètre à l'intérieur par un escalier menant trois doubles portes. Les fenêtres du rez-de-chaussée et du premier étage sont haute est terminées en arrondi sauf les fenêtres des extrémités. Au dessus du premier étage, une balustrade décorée de pots à feu est surmontée au centre par un fronton encadrant une horloge au décor allégorique sculpté par Élie Badré. 

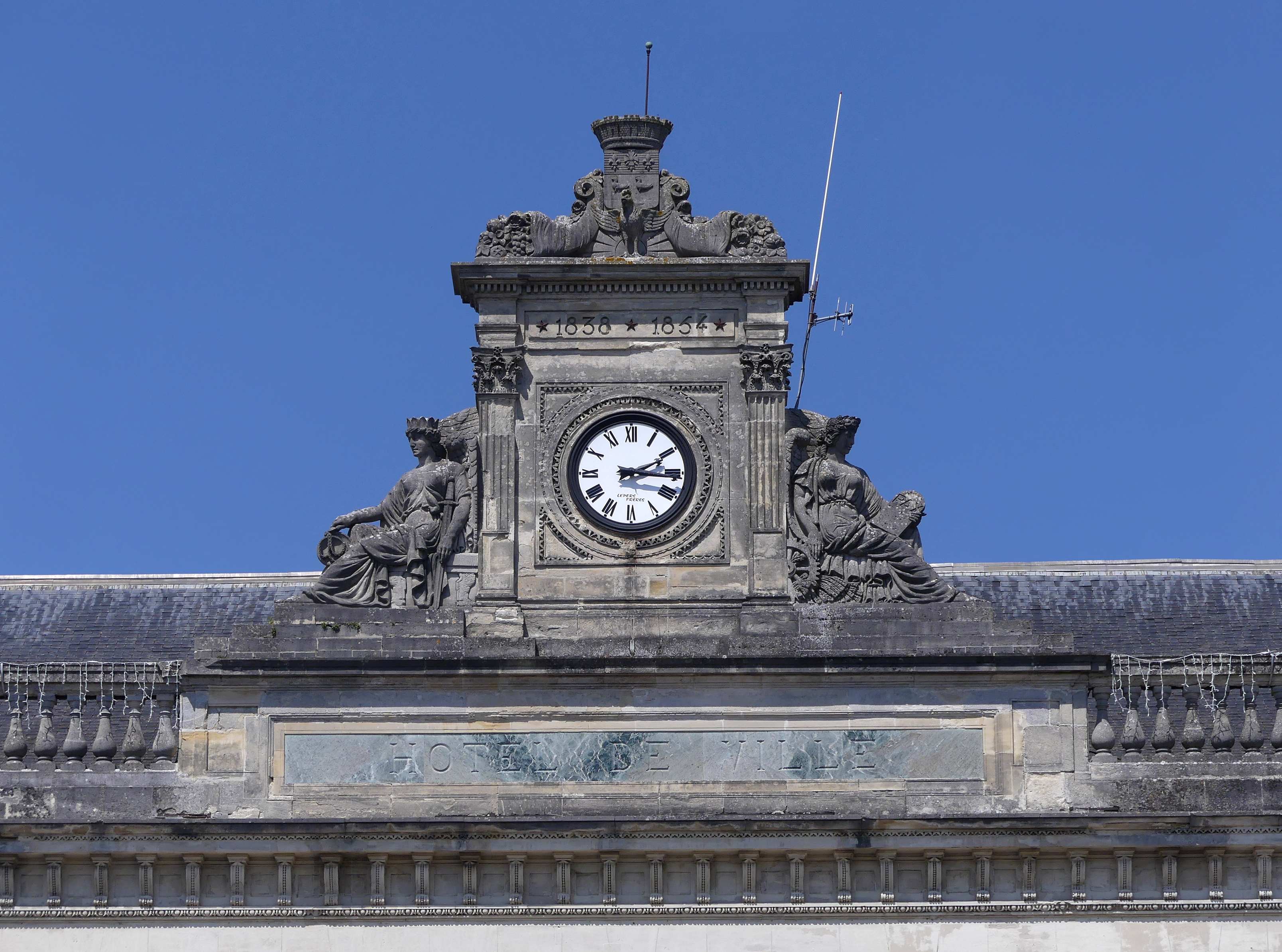
Horloge sur le fronton de la façade.
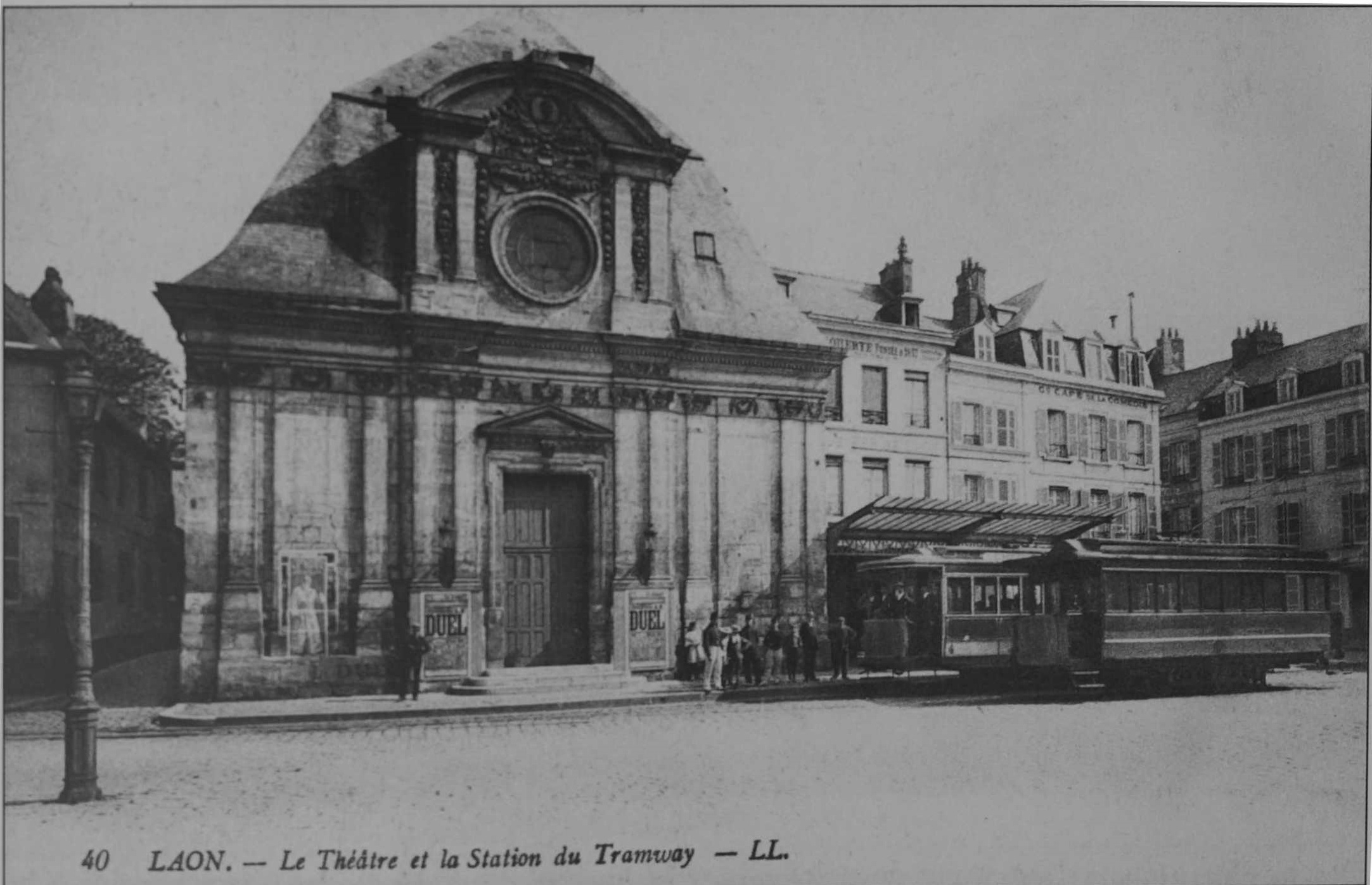
Desserte devant le théâtre.
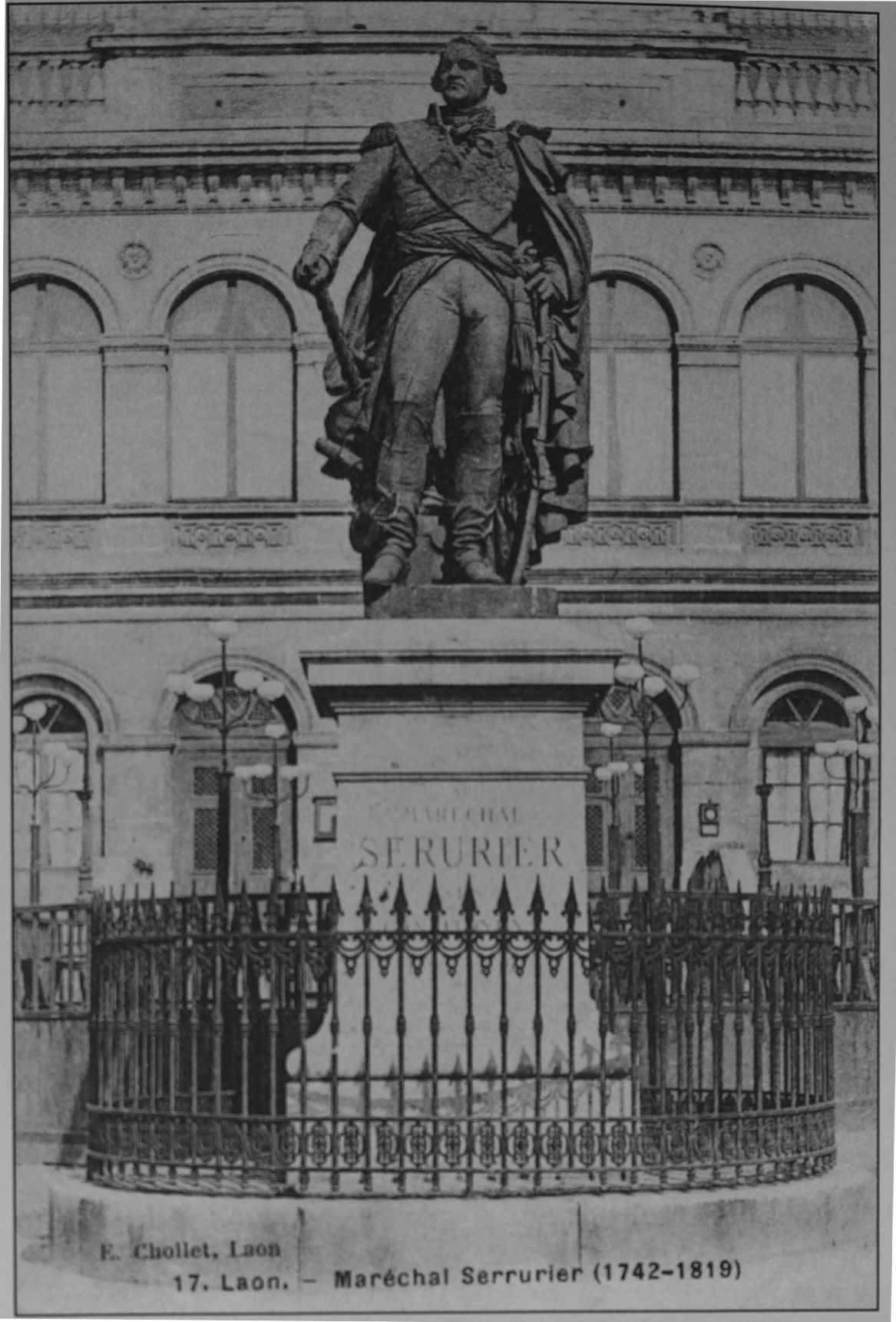
Statue de Sérurier devant la mairie.

La mairie était desservie par un tramway, en premier sur la place à côté du théâtre et actuellement à l'arrière. La place avait une statue du maréchal Sérurier, détruite par les Allemands.

### Intérieur
Au premier étage se trouvent la salle d'honneur et le salon des mariages. Dans la salle d'honneur le parquet est le plafond avec ses caissons sont inscrits au patrimoine historique. Plusieurs tableaux inscrits y sont conservés dont l'un est un don de l'empereur Napoléon III. 

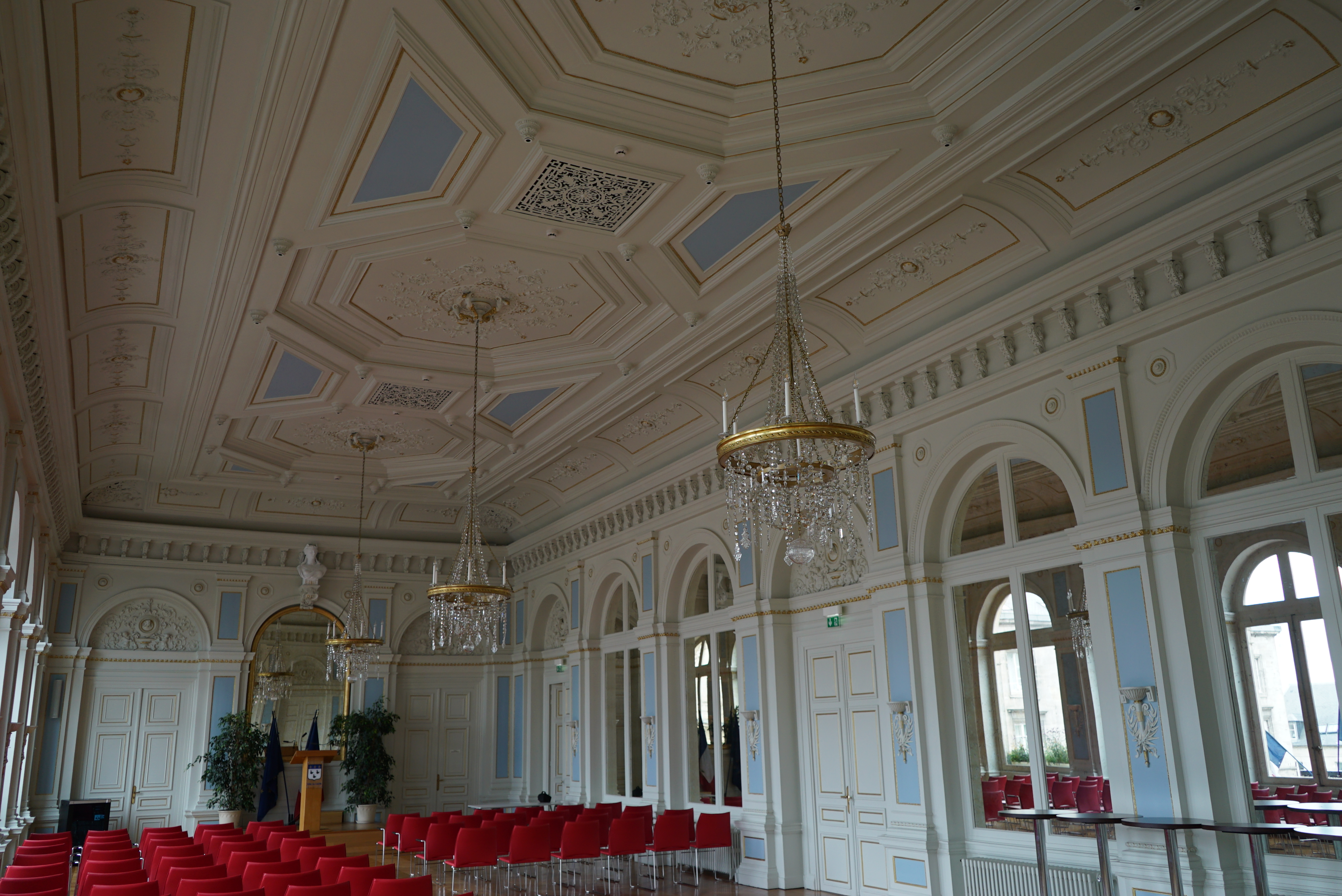
salle des cérémonies.
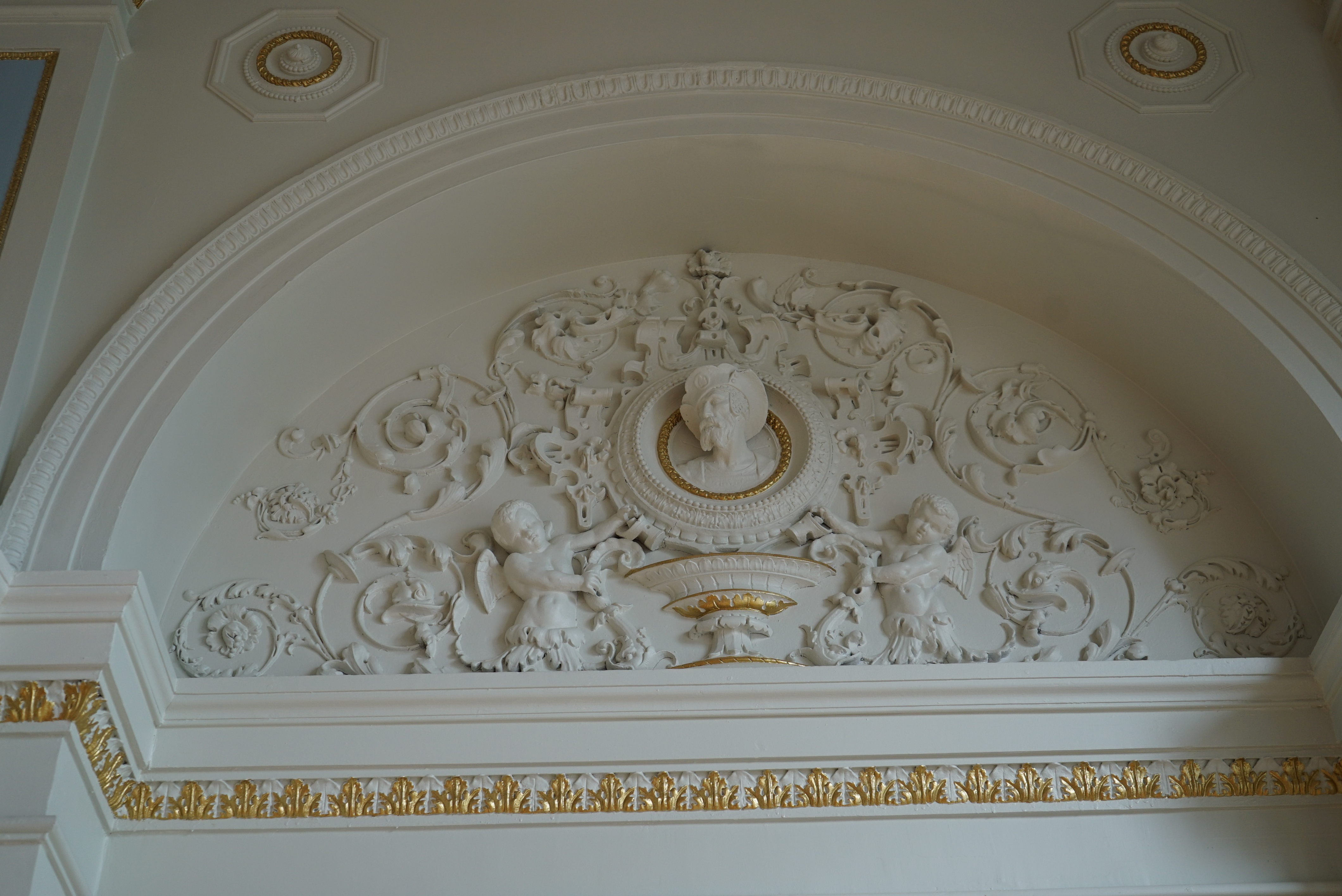
Caisson sculpté[3].
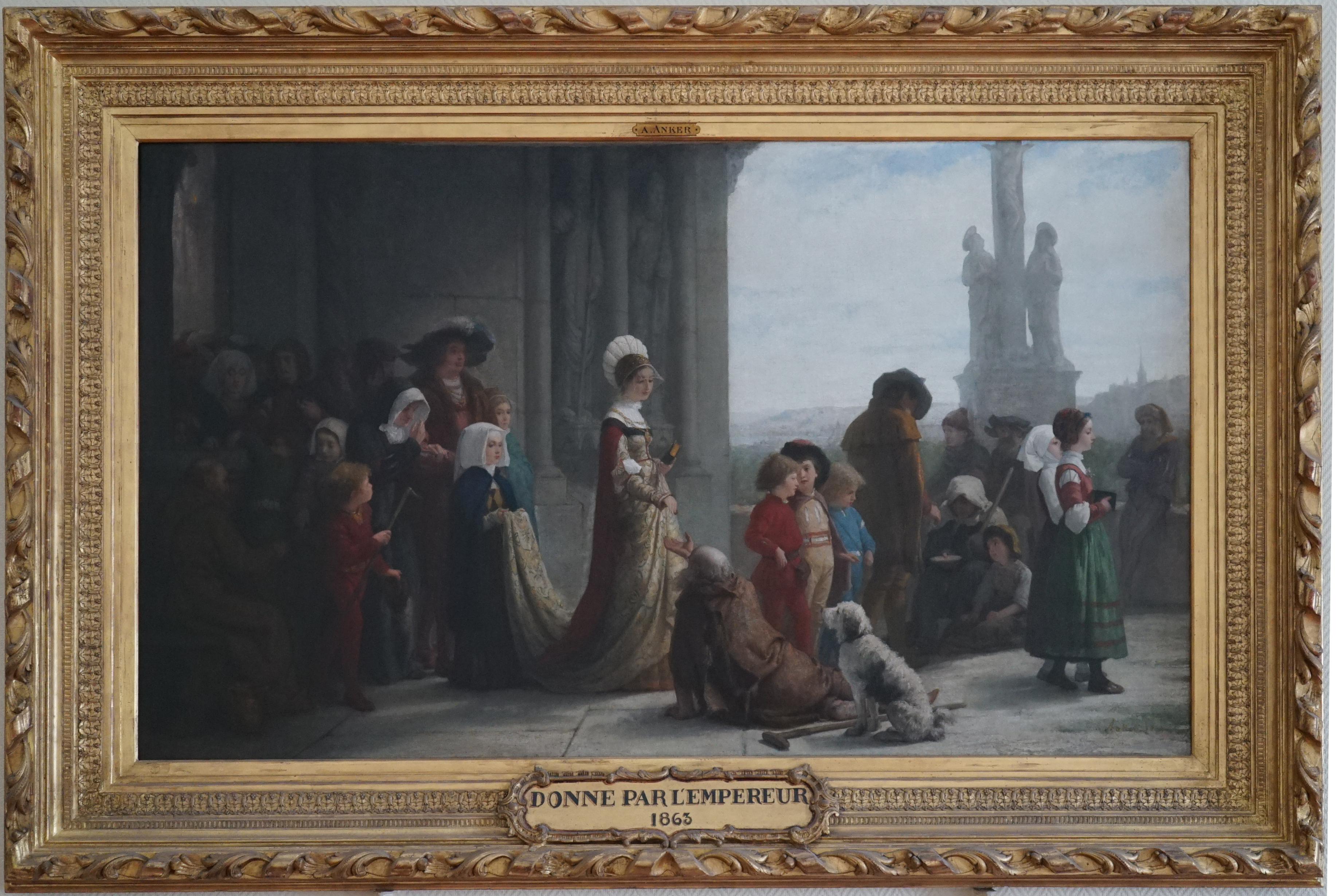
Tableau d'Albert Anker[4].